# Leetonia
Leetonia és una població dels Estats Units a l'estat d'Ohio. Segons el cens del 2000 tenia 2.043 habitants.

## Demografia
Segons el cens del 2000, Leetonia tenia 2.043 habitants, 753 habitatges, i 557 famílies. La densitat de població era de 373,8 habitants/km².
Dels 753 habitatges en un 37,1% hi vivien nens de menys de 18 anys, en un 58% hi vivien parelles casades, en un 12% dones solteres, i en un 26% no eren unitats familiars. En el 23% dels habitatges hi vivien persones soles l'11,6% de les quals corresponia a persones de 65 anys o més que vivien soles. El nombre mitjà de persones vivint en cada habitatge era de 2,71 i el nombre mitjà de persones que vivien en cada família era de 3,2.
Per edats la població es repartia de la següent manera: un 28,7% tenia menys de 18 anys, un 7,7% entre 18 i 24, un 29,8% entre 25 i 44, un 21,8% de 45 a 60 i un 12% 65 anys o més.
L'edat mediana era de 34 anys. Per cada 100 dones de 18 o més anys hi havia 93,4 homes.
La renda mediana per habitatge era de 37.714 $ i la renda mediana per família de 39.958 $. Els homes tenien una renda mediana de 31.429 $ mentre que les dones 20.000 $. La renda per capita de la població era de 14.620 $. Aproximadament el 5,3% de les famílies i el 7% de la població estaven per davall del llindar de pobresa.

## Poblacions més properes
El següent diagrama mostra les poblacions més properes.